# Trathala nigrifrons
Trathala nigrifrons är en stekelart som först beskrevs av Cameron 1909.  Trathala nigrifrons ingår i släktet Trathala och familjen brokparasitsteklar. Inga underarter finns listade i Catalogue of Life.